# Franca Squarciapino
Franca Squarciapino (Roma, 16 de maig de 1940) és una dissenyadora de vestuari italiana, que ha treballat per a cinema, òpera, teatre i televisió. Entre els seus treballs destaca el disseny per a la pel·lícula de 1990 Cyrano de Bergerac per la qual va ser guardonada amb el premi Oscar i el César al millor vestuari. Forma parella artística i sentimental amb l'escenògraf Ezio Frigerio.
Va estudiar algun anys de la carrera de Dret i després es va dedicar a l'actuació en teatre. En 1963, quan interpretava a Nàpols El sí de las niñas, de Moratín va conèixer al que seria el seu marit i company de treball, l'escenògraf Ezio Frigerio, amb el qual contrauria matrimoni el 1974. Ella va començar com a assistent de Frigerio i es va centrar en el disseny de figurins. Va col·laborar en producció per a televisió de Els germans Karamazov, dirigida per Sandro Bolchi. Va treballar diversos anys a les ordres del director d'escena Giorgio Strehler al Piccolo Teatro i La Scala de Milà i d'aquí va saltar a col·laborar amb molts dels millors teatres del món, com el Metropolitan de Nova York o el Bolshoi de Moscou. En 1981, va ser nominada per al premi Tony pel seu disseny per al musical Can-Can.
La seva progressió la va portar a convertir-se en una destacada dissenyadora de vestuaris per al cinema, entre els treballs del qual destaca el que va realitzar el 1990 per a la pel·lícula Cyrano de Bergerac per la qual va ser guardonada amb el premi Oscar i el César al millor disseny de vestuari. Igualment va dissenyar el vestuari per a dues pel·lícules de Bigas Luna que li va portar també a guanyar el Goya el 1997, per La camarera del Titanic.

## Filmografia

### Cinema
- Cyrano de Bergerac, dirigida per Jean-Paul Rappeneau (1990)
- Louis, enfant roi, dirigida per Roger Planchon (1993)
- Le Colonel Chabert, dirigida per Yves Angelo (1994)
- L'ussaro sul tetto dirigida per Jean-Paul Rappeneau (1995)
- La camarera del Titanic, dirigida per Bigas Luna (1997)
- Volavérunt, dirigida per Juan José Bigas Luna (1999)

#### Òpera
Produccions destacades:
- Don Giovanni, per La Scala, 1987.
- Fidelio, per la Scala i Châtelet, 1990.
- Così fan tutte, pel Piccolo Teatro, 1998.